# 충의로 (보성군)
충의로(Chungui-ro) 전라남도 보성군 회천면에서 보성군 율어면 율어리교차로를 잇는 도로이다.

## 주요 경유지
전라남도
- 보성군 (회천면 - 득량면 - 겸백면 - 율어면)

## 노선
| 이름                | 접속 노선                 | 소재지 | 소재지 | 비고                                      |
| ------------------- | ------------------------- | ------ | ------ | ----------------------------------------- |
| (이름없음)          | 남부관광로                | 보성군 | 회천면 |                                           |
| 장군재              |                           | 보성군 | 회천면 |                                           |
| 화죽교              |                           | 보성군 | 회천면 |                                           |
| 천포사거리          | 서동지등길                | 보성군 | 회천면 |                                           |
| 마천교              |                           | 보성군 | 득량면 |                                           |
| 오봉회전 교차로     | 지방도 제851호선 (공룡로) | 보성군 | 득량면 |                                           |
| 군두교              |                           | 보성군 | 득량면 |                                           |
| 군두사거리          | 국도 제2호선 (녹색로)     | 보성군 | 득량면 | 지방도 제843호선구간 지방도 제845호선구간 |
| 오도치              |                           | 보성군 | 득량면 | 지방도 제843호선구간 지방도 제845호선구간 |
|                     | 겸백면                    | 보성군 |        | 지방도 제843호선구간 지방도 제845호선구간 |
| 수남교              |                           | 보성군 |        | 지방도 제843호선구간 지방도 제845호선구간 |
| 사곡삼거리          | 사곡길                    | 보성군 |        | 지방도 제843호선구간 지방도 제845호선구간 |
| 사곡교              |                           | 보성군 |        | 지방도 제843호선구간 지방도 제845호선구간 |
| 남양사거리          | 지방도 제843호선 (용산길) | 보성군 |        | 지방도 제843호선구간 지방도 제845호선구간 |
| 구룡고개            |                           | 보성군 |        |                                           |
| 겸백삼거리          |                           | 보성군 |        |                                           |
| 금천교              |                           | 보성군 | 율어면 |                                           |
| 금천 교차로         | 선암길                    | 보성군 | 율어면 |                                           |
| 율어면율어리 교차로 | 지방도 제895호선 (율어로) | 보성군 | 율어면 |                                           |
| 율어로와 직결       |                           |        |        |                                           |

## 주요 건물 및 시설
- S-OIL 천포 주유소 (충의로 792/화죽리 417)
- 마천보건진료소 (충의로 1249/마천리 768-4)
- 득량치안센터 (충의로 1498/오봉리 884-9)
- GS칼텍스 득량주유소 (충의로 1524/오봉리 896-1)
- 겸백보건지소 (충의로 2458-1/석호리 461-3)
- 겸백파출소 (충의로 2466/석호리 460-3)
- 겸백우체국 (충의로 2472/석호리 456-5)
- 농협 보성북부 농협 하나로마트 겸백점 (충의로 2473/석호리451-3)
- 농협 보성북부 농협 겸백점 (충의로 2473/석호리 451-3)
- 겸백면 사무소 (충의로 2476/석호리 456-3)
- 겸백초등학교 (충의로 2496/석호리 559)